# Rhysodesmus latus
Rhysodesmus latus är en mångfotingart som beskrevs av Loomis 1968. Rhysodesmus latus ingår i släktet Rhysodesmus och familjen Xystodesmidae. Inga underarter finns listade i Catalogue of Life.